# Micromus obliquus
Micromus obliquus is een insect uit de familie van de bruine gaasvliegen (Hemerobiidae), die tot de orde netvleugeligen (Neuroptera) behoort. 
Micromus obliquus is voor het eerst wetenschappelijk beschreven door Krüger in 1922.